# Михайлів Микола Іванович
Микола Іванович Михайлів (1907 — ?) — український радянський діяч, новатор виробництва, бригадир бригади капітального ремонту газових свердловин Дашавської дільниці Стрийського укрупненого газопромислу Дрогобицької (Львівської) області. Герой Соціалістичної Праці (19.03.1959).

## Біографія
Народився в бідній селянській родині в Галичині. З 1926 року працював робітником-землекопом на будівництві газопроводу з Дашави до міста Дрогобича.
Багато років пропрацював бурильником газових свердловин на газовому родовищі в Дашаві.
З 1957 року — бригадир бригади капітального ремонту газових свердловин Дашавської дільниці Стрийського укрупненого газопромислу Дрогобицької (Львівської) області.
19 березня 1959 року отримав звання Героя Соціалістичної Праці з врученням ордена Леніна і золотої медалі «Серп і молот».
Потім — на пенсії в селищі Дашава Стрийського району Львівської області.

## Нагороди
- Герой Соціалістичної Праці (19.03.1959)
- орден Леніна (19.03.1959)
- медалі